# 드래건플라이 (우주선)
드래건플라이(영어: Dragonfly)는 토성의 가장 큰 위성인 타이탄에 착륙선을 보내고, 수직 이륙과 착륙(VTOL)을 수행할 수 있는 다양한 장소에서 생명체거주 가능성을 연구하기 위해 제안된 우주선 및 임무다.
타이탄은 지구의 초기 모습과 비슷하여 탐사의 대상이 되었다. 또한 수소와 메탄 등도 발견되어 더욱 관심을 끌고 있다. 뉴 프린티어 계획에서 이 계획이 제안되었다. 예정된 발사계획은 2027년 6월 발사하기로 계획되었다. 참고로, 타이탄에 한 탐사선만 착륙하는 것이 아닌 여러 탐사선이 착륙한다.

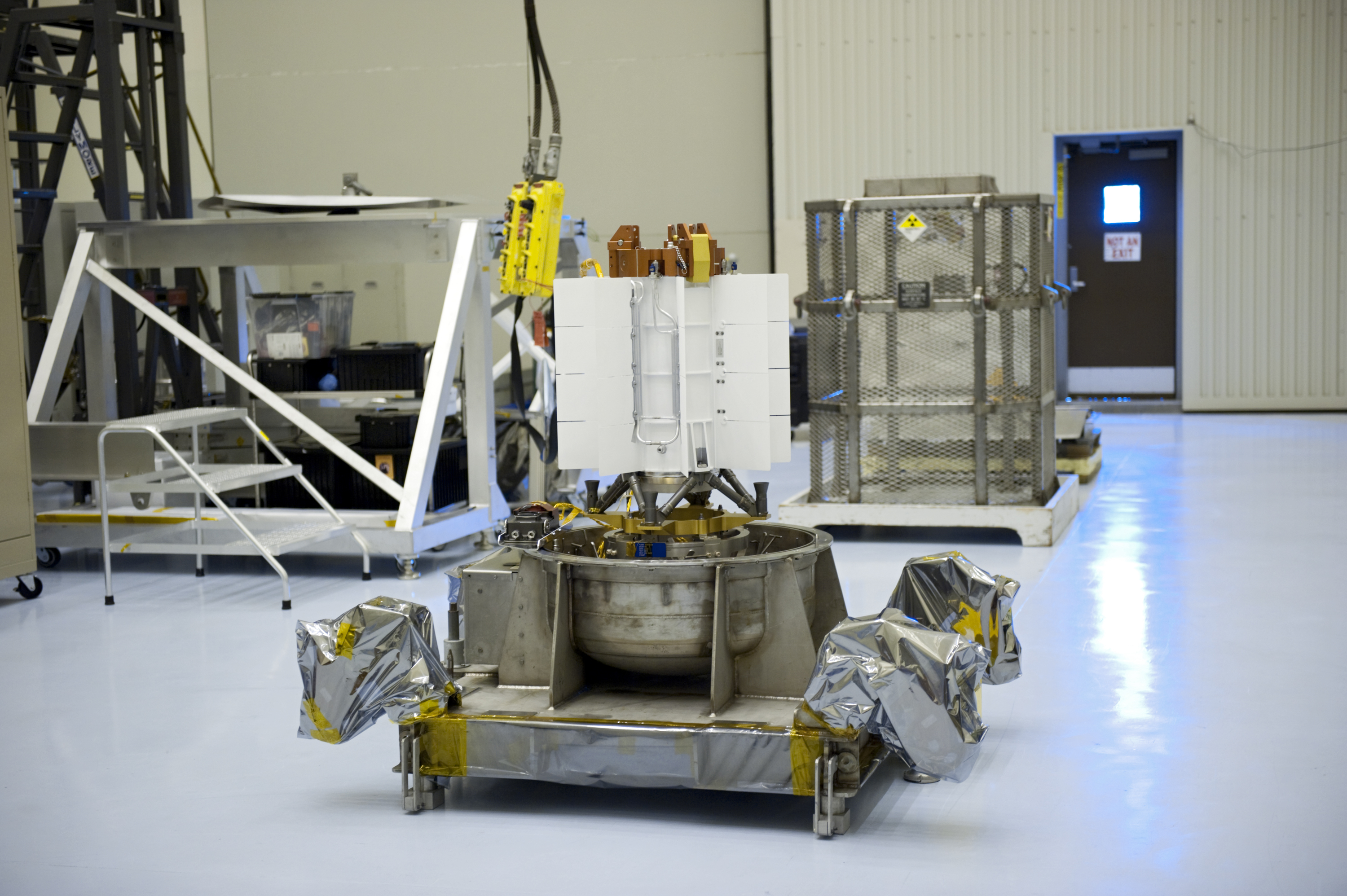
테스트 사진

## 같이 보기
- 인제뉴어티
- 오케아노스 (타이탄 탐사선)